# Matilda, de Roald Dahl: El musical
Matilda, de Roald Dahl: El musical (títol original en anglès, Roald Dahl's Matilda the Musical) és una pel·lícula musical de fantasia de 2022 dirigida per Matthew Warchus, escrita per Dennis Kelly i basada en la novel·la infantil homònima de Roald Dahl de 1988 i en l'adaptació musical de 2010. És la segona adaptació cinematogràfica de la novel·la, després de la versió de 1996 dirigida i coprotagonitzada per Danny DeVito.
Es va estrenar als cinemes del Regne Unit el 25 de novembre de 2022 i es va incorporar al catàleg de Netflix el dia de Nadal del mateix any. Ha estat subtitulada al català per Teresa Pitarch Porcar, que va guanyar la categoria de millor subtitulació de llargmetratge dels XI premis ATRAE.

## Sinopsi
Una noia jove i maltractada nena prodigi va a una escola dirigida per una directora abusiva i troba afinitat en la seva mestra, la senyoreta Honey.

## Repartiment
- Alisha Weir com a Matilda Wormwood
- Lashana Lynch com a Jennifer Honey
- Emma Thompson com a Agatha Trunchbull
- Stephen Graham com a Sr. Wormwood
- Andrea Riseborough com a Sra. Wormwood
- Sindhu Vee com a Sra. Phelps
- Lauren Alexandra com acròbata
- Carl Spencer com a Magnus Honey
- Rudy Gibson com a estudiant
- Maisie Mardle com a estudiant
- Mackenzie Brewster com a estudiant

## Producció

### Desenvolupament
El juny de 2016, Tim Minchin va dir que estava desenvolupant una adaptació cinematogràfica de Matilda the Musical, basada en la novel·la Matilda de Roald Dahl, i va dir que "probablement es farà en els propers 4 o 5 anys". Mara Wilson, que anteriorment va protagonitzar l'adaptació cinematogràfica de 1996, va expressar interès a fer un cameo a la pel·lícula. El 15 de novembre de 2013 es va informar que Matthew Warchus i Dennis Kelly, que van exercir de director i guionista, respectivament, del musical original, repetirien les funcions per a la pel·lícula. El 27 de novembre de 2018 es va revelar que Netflix adaptaria Matilda com a sèrie d'animació, que formaria part d'una "sèrie d'esdeveniments animats" juntament amb altres llibres de Roald Dahl com El gran amic gegant, Els Culdolla i Charlie i la fàbrica de xocolata. El novembre de 2019 Danny DeVito va dir que "sempre havia volgut" desenvolupar una seqüela de Matilda, i va afegir que una possible seqüela podria ser protagonitzada pel mateix fill de Matilda perquè Wilson s'havia fet gran després de l'estrena de la pel·lícula. El 28 de gener de 2020 es va informar que Working Title Films produiria la pel·lícula, mentre que Netflix s'ocuparia de la distribució en línia i Sony Pictures Releasing, que anteriorment va distribuir la pel·lícula de 1996 a través de la seva filial TriStar Pictures, s'encarregaria de les sales de cinema i el vídeo domèstic exclusivament al Regne Unit. També es va confirmar que Warchus i Kelly encara estaven involucrats en el projecte. Ellen Kane, que va treballar amb el coreògraf Peter Darling a la producció escènica, s'ocuparà dels balls.

### Càsting
El 4 de maig de 2020 Ralph Fiennes va ser elegida com a la directora Trunchbull. Però el 14 de gener de 2021, es va anunciar que Emma Thompson interpretaria el personatge i també es va confirmar que Lashana Lynch faria de senyoreta Honey i Alisha Weir de Matilda, després de ret el que Warchus va qualificar de "prova inoblidable". Més de 200 nens van ser elegits com per interpretar l'alumnat de l'escola Crunchem. L'abril de 2021 es va anunciar que Stephen Graham, Andrea Riseborough i Sindhu Vee s'unirien al repartiment com a Sr. Wormwood, Sra. Wormwood i Sra. Phelps respectivament.

### Rodatge
La producció de Matilda estava prevista per entre l'agost i el desembre del 2020 als Shepperton Studios, però es va ajornar a la primavera del 2021 a causa de la pandèmia de la COVID-19. La pel·lícula va començar rodar-se el 3 de maig de 2021 a Irlanda.

### Música
El 15 de novembre de 2013, Tim Minchin, que abans havia escrit cançons per al musical, estava en converses per compondre noves cançons per a la pel·lícula, i el 2020 es va confirmar que ho faria.

## Estrena
Matilda es va estrenar al servei de reproducció en línia Netflix. Al Regne Unit, la pel·lícula es va estrenar a les sales amb la distribució TriStar Pictures el 25 de novembre de 2022.

### Màrqueting
El tràiler de la pel·lícula es va estrenar el 15 de juny de 2022 i van incloure subtítols en català amb el títol de Matilda, de Roald Dahl: el musical.